# Dommartin-lès-Cuiseaux
Dommartin-lès-Cuiseaux – miejscowość i gmina we Francji, w regionie Burgundia-Franche-Comté, w departamencie Saona i Loara.
Według danych na rok 1990 gminę zamieszkiwały 684 osoby, a gęstość zaludnienia wynosiła 36 osób/km² (wśród 2044 gmin Burgundii Dommartin-lès-Cuiseaux plasuje się na 348. miejscu pod względem liczby ludności, natomiast pod względem powierzchni na miejscu 485.).